# Herbertson-Gletscher
Der Herbertson-Gletscher ist ein kleiner Gletscher an der Scott-Küste des ostantarktischen Viktorialands. Er fließt von einem Kliff am Südrand des New Harbour in einer Entfernung von 8 km westsüdwestlich zum Butter Point.
Die Benennung erfolgte bei der Terra-Nova-Expedition (1910–1913) des britischen Polarforschers Robert Falcon Scott. Namensgeber ist der britische Geograf Andrew John Herbertson (1865–1915) von der University of Oxford.